# يو هاسيغاوا
يو هاسيغاوا (باليابانية: 長谷川 悠) (مواليد 5 يوليو 1987)، هو لاعب كرة قدم ياباني سابق كان يلعب كمهاجم.

## وصلات خارجية
- يو هاسيغاوا على موقع رابطة كرة القدم اليابانية للمحترفين (اليابانية)
- يو هاسيغاوا على موقع قاعدة بيانات كرة القدم.إي يو (الإنجليزية)
- يو هاسيغاوا على موقع Soccerway.com (الإنجليزية)
- يو هاسيغاوا على موقع عالم كرة القدم.نت (الإنجليزية)
- يو هاسيغاوا على موقع كووورة